# Stephen "tWitch" Boss
Stephen Laurel "tWitch" Boss (29 de setembro de 1982 – 13 de dezembro de 2022) foi um dançarino, coreógrafo, ator, produtor e personalidade de televisão estadunidense. Em 2008, foi vicecampeão do concurso So You Think You Can Dance. De 2014 a maio de 2022, foi apresentador convidado (e eventualmente co-produtor executivo) do The Ellen DeGeneres Show, participando também no Ellen's Game of Games como ajudante de Ellen. Entre 2018 e 2020, ele e a sua esposa, Allison Holker, apresentaram o Disney's Fairy Tale Weddings.

## Biografia
Boss nasceu a 29 de setembro de 1982, filho de Connie Boss Alexander e Sandford Rose, em Montgomery, Alabama. Concluiu o ensino secundário na Escola Secundária Dr. Percy L. Julian High School em 2000 e estudou performance de dança na Faculdade Comunitária Southern Union State e na Universidade de Chapman.
Em 2003, Boss foi semifinalista do The Wade Robson Project da MTV e vice-campeão no concurso de talentos Star Search. Além disso, foi coreógrafo do cantor pop/R&B sul-coreano Seven e ajudou a treinar outros artistas da empresa de entretenimento YG Entertainment, incluindo os Big Bang. Em 2007, participou nos filmes A Glória dos Campeões e Hairspray, desempenhando papel de dançarino em ambos.
Em 2007, Boss participou na audição para a 3ª temporada do programa televisivo de dança So You Think You Can Dance, mas não foi selecionado para o Top 20. Participou novamente em 2008, na 4ª temporada, qualificando-se e terminando a competição como vice-campeão, perdendo na final com Joshua Allen. Durante a sua participação no concurso, protagonizou com Katee Shean uma peça contemporânea coreografada por Mia Michaels, eventualmente nomeada para o prémio de Melhor Coreografia nos Prémios Emmy de 2009. Boss esteve presente em várias temporadas futuras do programa, surgindo como convidado especial "All-Star" nas Temporadas 7, 8 e 9 e capitão de equipa na Temporada 12. Em 2022, foi escolhido como jurado da 17ª temporada to programa.
Após competir em So You Think You Can Dance,  ensinou dança no South County Classical Ballet com a também finalista Katee Shean.
A 30 de abril de 2013, Boss e a sua esposa, Allison Holker, participaram em Dancing with the Stars, dançando "Crystallize", tocada ao vivo por Lindsey Stirling.
A partir de 1 de abril de 2014, Boss começou a participar no talk-show diário The Ellen DeGeneres Show como DJ convidado, tornando-se co-produtor executivo do programa em 17 de agosto de 2020.
Em 2015, participou no filme Magic Mike XXL, desempenhando o papel de Malik.
Em 2017, Stephen e a sua esposa Allison Holker foram escolhidos como apresentadores do Disney's Fairytale Weddings, uma série documental sobre casamentos com temática Disney.
Boss foi membro das trupes de dança Breed OCLA e Chill Factor Crew.

## Vida pessoal
A 10 de dezembro de 2013, Boss e Allison Holker(concorrente da 2ª temporada de So You Think You Can Dance), casaram-se na Villa San Juliette de Nigel Lythgoe (produtor do programa de TV), em Paso Robles, Califórnia. Boss adotou a filha de Holker. O casal teve dois filhos: um filho nascido em março de 2016, e uma filha nascida em novembro de 2019.

## Morte
A 13 de dezembro de 2022, a esposa de Boss, Allison Holker, o Departamento de Polícia de Los Angeles que Stephen tinha saído de casa sem levar o carro, o que era um comportamento incomum da sua parte.
Pouco mais tarde, a polícia recebeu uma denúncia telefónica de tiroteio no motel Oak Tree Inn em Encino, Los Angeles, onde Boss foi encontrado morto após não ter feito o check-out do estabelecimento. A sua morte foi considerada um suicídio. Ele tinha 40 anos.
Muitas celebridades prestaram homenagem a Boss após a sua morte, incluindo a comediante Ellen DeGeneres, a atriz Viola Davis, o músico Questlove, a ex-primeira-dama Michelle Obama e o co-estrela de Magic Mike, Channing Tatum.
O seu funeral e enterro foram realizado a 4 de janeiro de 2023, em Los Angeles.

## Filmografia

### Filmes
| Ano  | Título                   | Papel                         | Notas                             |             |
| ---- | ------------------------ | ----------------------------- | --------------------------------- | ----------- |
| 2007 | A Glória dos Campeões    | Dançarino Extravagante        | Sem créditos                      | [ 6 ] [ 5 ] |
| 2007 | Hairspray                | Dançarino da Loja da Maybelle |                                   | [ 6 ] [ 5 ] |
| 2010 | O Poder do Ritmo 2       | Taz                           |                                   | [ 28 ]      |
| 2010 | Step Up 3D               | Jason Hardlerson              |                                   | [ 28 ]      |
| 2012 | Step Up Revolução        | Jason Hardlerson              |                                   | [ 28 ]      |
| 2014 | Step Up 5 - Todos Dançam | Jason Hardlerson              |                                   | [ 28 ]      |
| 2015 | Magic Mike XXL           | Malik                         |                                   | [ 28 ]      |
| 2022 | The Hip Hop Nutcracker   | Pai                           | Lançamento Disney+ ; último papel | [ 28 ]      |

### Televisão
| Ano       | Título                       | Função                            | Notas                                            |        |
| --------- | ---------------------------- | --------------------------------- | ------------------------------------------------ | ------ |
| 2008      | So You Think You Can Dance   | Vice-campeão                      |                                                  | [ 6 ]  |
| 2010      | Ossos                        | Russell Leonard                   |                                                  | [ 28 ] |
| 2011      | So You Think You Can Dance   | All-Star                          |                                                  | [ 6 ]  |
| 2011      | Touch                        | Beastmaster                       |                                                  | [ 29 ] |
| 2012      | So You Think You Can Dance   | All-Star                          |                                                  | [ 6 ]  |
| 2012      | De Corpo e Alma              | Billy Donaldson                   | Série de TV, Temporada 6 episódio 2: "Soulmates" | [ 28 ] |
| 2013      | So You Think You Can Dance   | All-Star                          |                                                  | [ 6 ]  |
| 2013      | Dancing With the Stars       |                                   |                                                  | [ 28 ] |
| 2014–2022 | Ellen                        | DJ / Anfitrião                    |                                                  | [ 28 ] |
| 2015      | Bound & Babysitting          | Ethan                             | Filme de TV                                      | [ 28 ] |
| 2015      | So You Think You Can Dance   | Capitão de Equipa - Equipa Street |                                                  | [ 6 ]  |
| 2017–2021 | Ellen's Game of Games        | Locutor                           |                                                  | [ 28 ] |
| 2017–2020 | Disney's Fairy Tale Weddings | Apresentador                      |                                                  | [ 28 ] |
| 2018      | Uma Família Muito Moderna    | Sho Nuff                          | Episódio: "Wine Weekend"                         | [ 28 ] |
| 2018      | Young & Hungry               | Stephen "tWitch" Boss             |                                                  | [ 30 ] |
| 2018      | So You Think You Can Dance   | Jurado                            |                                                  | [ 28 ] |
| 2021      | Clash of the Cover Bands     | Apresentador                      |                                                  | [ 28 ] |
| 2022      | The Real Dirty Dancing       | Apresentador                      |                                                  | [ 28 ] |
| 2022      | So You Think You Can Dance   | Jurado                            |                                                  | [ 28 ] |

### Webséries
| Ano  | Título                                                     | Função               | Notas                   |        |
| ---- | ---------------------------------------------------------- | -------------------- | ----------------------- | ------ |
| 2010 | The Legion of Extraordinary Dancers                        | Treinador            | Temporada 2, Episódio 1 | [ 31 ] |
| 2010 | The Legion of Extraordinary Dancers                        | Professor, Estudante | Temporada 2, Episódio 2 | [ 31 ] |
| 2011 | The Legion of Extraordinary Dancers: The Secrets of the Ra | Dr. E                |                         | [ 32 ] |
| 2016 | Love                                                       | Doobie               | Episódio 6              | [ 33 ] |

## Prémios
- Vice-Campeão, Star Search, 2003[34]
- 3º Lugar, The Wade Robson Project da MTV, 2003[35]
- Vice-campeão, Temporada 4 de So You Think You Can Dance, 2008[9]